# Cratere Wieck
Wieck  è un cratere sulla superficie di Venere. Deve il proprio nome a Clara Josephine Wieck coniugata Schumann, pianista e compositrice tedesca del XIX secolo.